# Екатеринбургский зоопарк

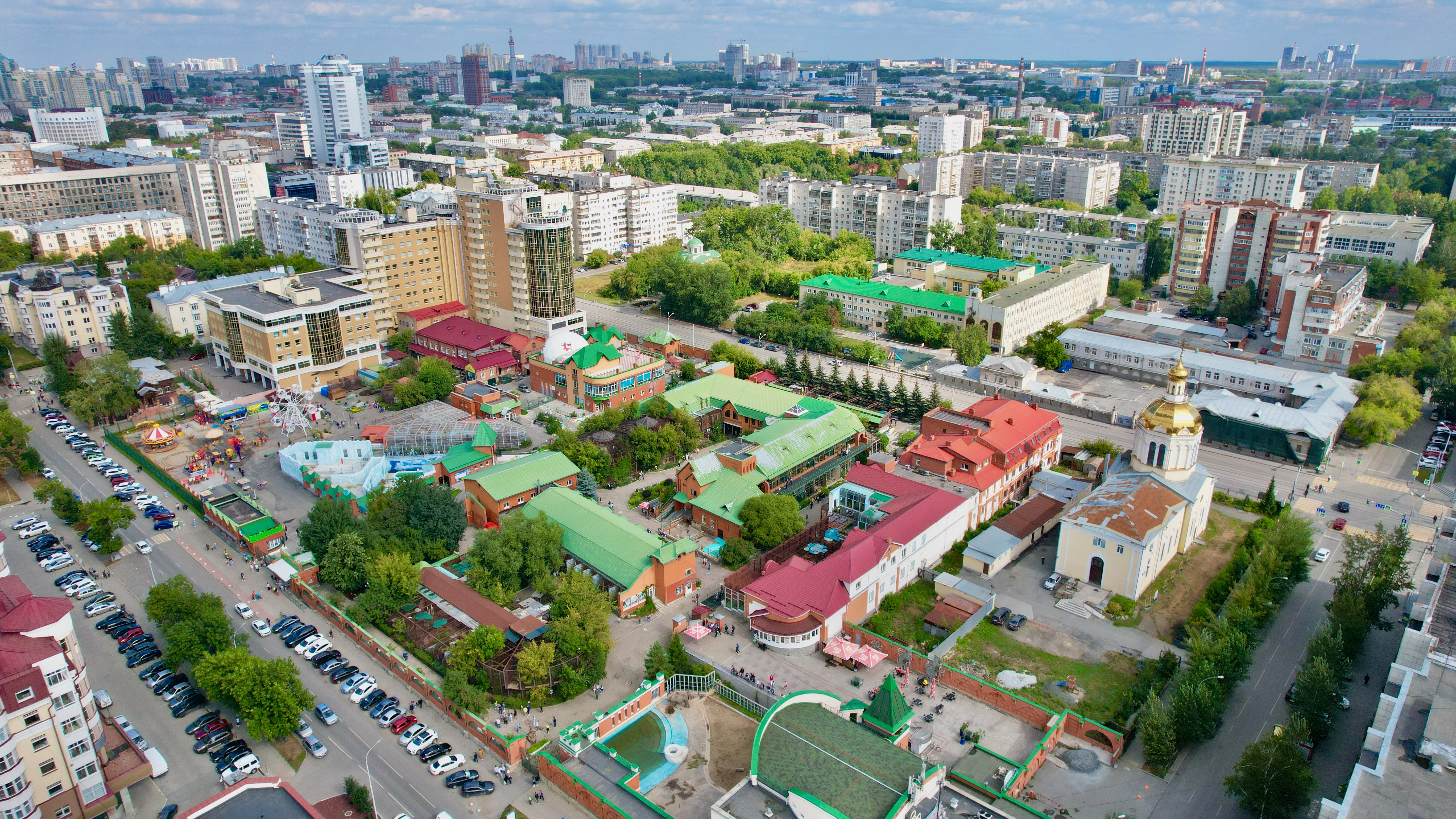
Вид с высоты

Екатеринбу́ргский зоопа́рк — муниципальное бюджетное учреждение культуры в Екатеринбурге.

## История

### Первые проекты
Инициатива создания зоопарка в Екатеринбурге принадлежит Уральскому обществу любителей естествознания. Именно оно в 1912−1913 годах подняло этот вопрос, и в 1923 году президент общества профессор М. О. Клер и помощник директора Московского зоопарка П. П. Смолин представили план будущего зоопарка. Но тогда этот проект не был осуществлён.
В 1926 году по инициативе члена Свердловского горсовета И. П. Харитонова вопрос о создании зоосада вновь был поставлен на обсуждение Президиума Горсовета, и впоследствии была создана комиссия для разработки проекта. В неё вошли представители лесопромышленного факультета УПИ, УралОНО, Уралмузея, УОЛЕ, Уралохотсоюза и Уралгосторга. По плану к строительству намечалось приступить в 1928 году. За зоопарком закреплялась территория бывшей «Монастырской рощи» поблизости от СГИ площадью 27 гектаров. Богатый рельеф, выходы ключевой воды, примыкающая культурная усадьба лесопромышленного факультета УПИ, включавшая богатый ботанический сад (600 видов растений), дендрологический питомник, питомник для лисиц и спроектированное опытное прудовое хозяйство — всё это давало надежду, что зоопарк будет построен именно здесь. За образец был взят Московский зоопарк. На территории Монастырской рощи были снесены надгробные плиты именитых горожан, было уничтожено 1200 памятников. Однако генеральный план так и не был осуществлён в связи с быстрым ростом и переустройством города.
Начался поиск нового места для зоопарка. Были внесены предложения об организации большого зоопарка площадью до 150 гектаров. Комиссия Горсовета с участием известного зоолога профессора А. М. Завадского пришла к заключению, что территория между Ленинской фабрикой и Пивзаводом (по реке Исеть) наиболее подходит для этой цели. Предлагались и другие участки для зоопарка: в районе Елизавета, Шарташа. К обсуждению вопроса были привлечены все жители города.

### Основание зоопарка
В 1929 году по улице 8 Марта была открыта зоовыставка. 10 мая 1930 года правление зоопарка, к тому времени уже избранное, открыло по улице Мамина-Сибиряка вторую зоовыставку. Этот день считается днём основания зоопарка. На территории второй зоовыставки в бывшем саду Филитц временно был открыт зоосад до постройки большого зоопарка. Первым директором зоосада стал Лебедев. Были выстроены бассейны для бурого и белого медведей, на пруду созданы искусственные островки для водоплавающих птиц. Летом 1930 года были выстроены два деревянных павильона. Первоначально коллекция зоосада состояла из 60 животных, к началу 1931 года поголовье выросло до 358 голов, а ещё через год в зоопарке было 608 обитателей. У владельца зверинца в Челябинске Островского закупили 160 разных зверей и птиц. До 60 разновидностей животных закупили у Красноярского Охотсоюза. Среди приобретённых зверей была семья соболей, давшая приплод в неволе. Коллекцию зоосада пополнили животные, находившиеся на базе ВИЗа, организованной натуралистом Шлезигером. Городской совет юных пионеров взял над садом шефство.
Долгие годы вопрос о размещении большого зоопарка в Екатеринбурге оставался открытым. Временная территория постепенно превратилась в постоянную. Именно на этой территории зоопарк пережил годы Великой Отечественной войны, продолжая работать. С 1941 по 1945 годы сотрудники зоопарка сохранили большую часть коллекции, от многих животных было получено потомство. Кроме того, с осени 1941 по осень 1944 года в зоопарке содержались эвакуированные животные из Московского зоопарка. «Не хватало кормов, приходилось прилагать громадные усилия, чтобы накормить, спасти их, — рассказывала годы спустя Вера Чаплина. — Все без исключения сотрудники зоопарка самоотверженно боролись за жизнь наших питомцев. Мы делились последним с детьми и …зверями».
В конце 1970-х годов Свердловским горисполкомом было принято решение о строительстве нового зоопарка площадью 22 гектара по улице Репина. В 1979 году была подготовлена вся необходимая строительная документация по возведению 17 павильонов для обитателей зоопарка. В 1982 году СУ-9 начало строительство павильона для хищников на новой территории, строительство продолжалось два года и прекратилось в 1984 году из-за отсутствия средств. В 1987 году положение стало крайне тяжёлым. Решением Президиума областного комитета работников культуры здание старого зимнего павильона было признано непригодным к эксплуатации (80 % износа). Чудом удалось избежать закрытия зоопарка.

### Реконструкция
В 1994 году в Екатеринбургской мэрии обеспокоились судьбой зоопарка. Была создана комиссия, в которую вошли специалисты различных служб муниципалитета, представители зоопарка, строители. Эта комиссия, осмотрев заброшенную стройку нового зоопарка, пришла к заключению, что средств для продолжения строительства нового зоопарка в бюджете города нет. Городской администрацией было принято решение реконструировать старый зоопарк. К 1994 году практически все здания в зоопарке нуждались в капитальном ремонте, вольеры выглядели удручающе. Первыми объектами реконструкции стали обезьянник и террариум.
Новое здание для обезьян и рептилий было построено в рекордные сроки за 1 год. Основная сложность проектирования заключалась в том, что территория зоопарка очень маленькая. Архитектору В. И. Перминову удалось при создании проекта учесть как пространственные потребности животных, так и интересы посетителей. В январе 1996 года обезьяны, змеи, ящерицы и черепахи переехали в новые жилища. Следующим событием стало новоселье хищных птиц. 1 июля 1996 года белоголовые сипы, степные орлы, беркуты, орланы-белохвосты и филины переселились в новые вольеры. В этом же году в зоопарке были построены входная группа и собственный теплопункт, независимый источник теплоснабжения, крайне необходимый для теплолюбивых обитателей зоопарка. За 1997 и 1998 годы развернулось строительство комплекса вольеров для хищников северных широт и самого большого павильона за всю историю зоопарка для птиц и экзотических хищников. 10 сентября 1997 года произошло волнующее событие — переезд старожила зоопарка бегемота Алмаза, который был приобретён в 1976 году в расчёте на строительство нового зоопарка. В мае 1998 года завершилось строительство нового павильона для птиц и хищников, в который переехали обитатели старого зимнего павильона: львы, ягуары, гиены, оцелот, сервал, носухи, попугаи, павлины, фазаны и водоплавающие птицы. В планах перспективной реконструкции зоопарка — строительство павильона для человекообразных обезьян, новых вольер для медведей, ветлечебницы и консультационного пункта по содержанию животных для посетителей.

## Современное состояние

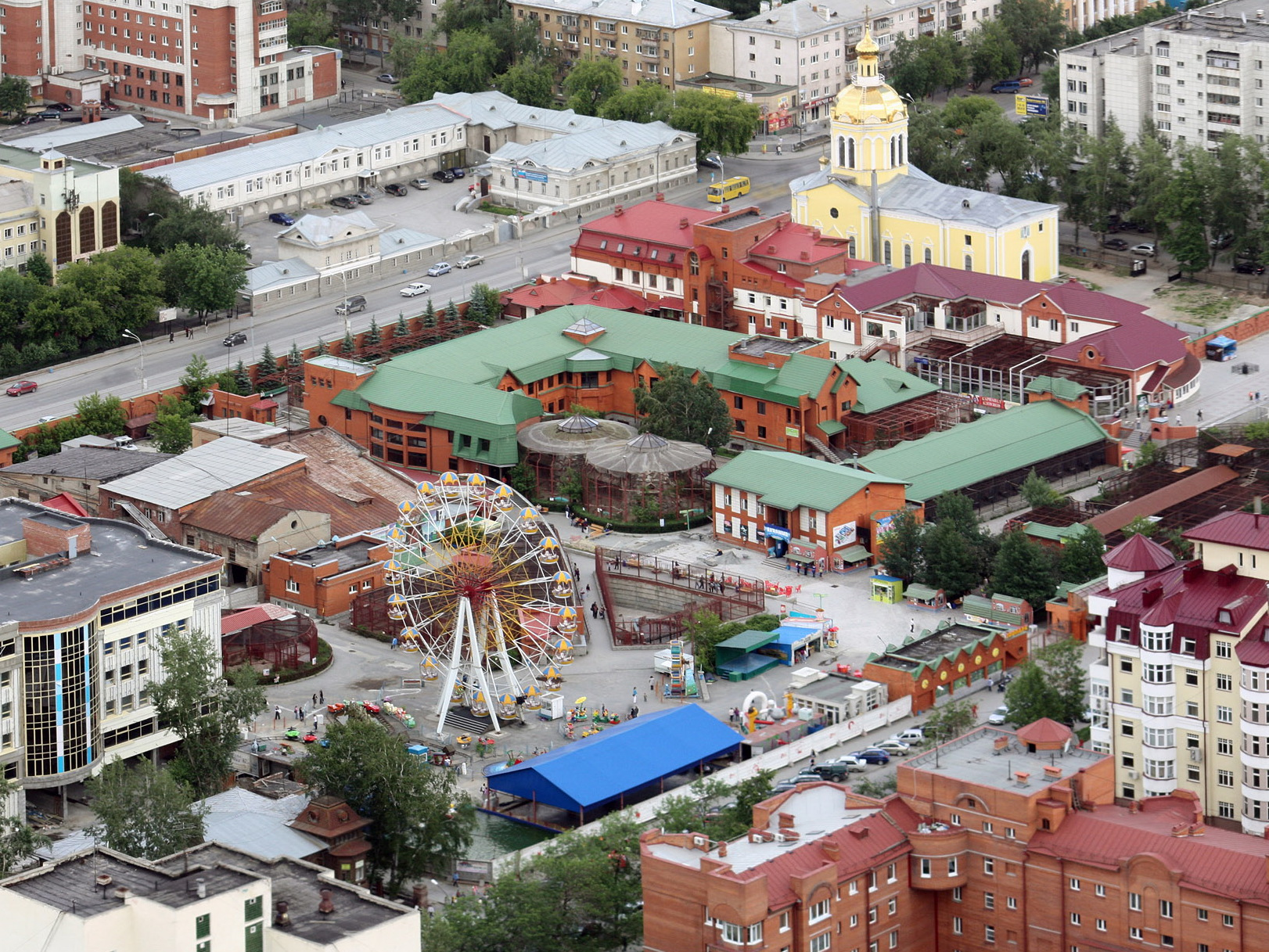
Вид на зоопарк со смотровой площадки Антея

В настоящее время в зоопарке более 1000 животных, которые относятся к более чем 350 видам. Есть павильоны для птиц и экзотических млекопитающих, обезьян, теплолюбивых хищников и слона; вольеры для хищников северных и умеренных широт, хищных птиц, медведей, комплекс для амурских тигров.
Зоопарк занимает территорию площадью 2,7 га. На территории зоопарка работает кафе, действуют детские аттракционы. Зоопарк проводит праздники, выставки, конкурсы. Учащиеся школ на уроках, проводимых в зоопарке, могут получить дополнительные знания по зоологии и экологии.

## Руководители
- 05.1930 — 1935 — Лебедев Александр Сергеевич[5]
- 1940-е — Ефремов Андрей Семёнович
- 1940-е — 1950-е — Габушин Георгий Иванович
- 1958 — Кузнецова Тамара Фёдоровна
- 1960-е — Челпанова Александра Ивановна[6]

… (не менее 15 директоров)
- 1980-е — Аржанникова Т.
- 1987—2000 — Лиокумович Владимир Сергеевич[7]
- 2000 — 04.2008 — Зюсько Галина Ивановна[8][9]
- 07.2008 — 22.06.2011 — Балюков Илья Сергеевич[10][11]
- 22.06.2011 — 09.2014 — Осипов Николай Юрьевич[12]
- 09.2014 — 02.02.2015 — Поленц Светлана Вячеславовна[13]
- 02.02.2015 — н.в. — Прилепина Светлана Семёновна[14]

## Питомцы

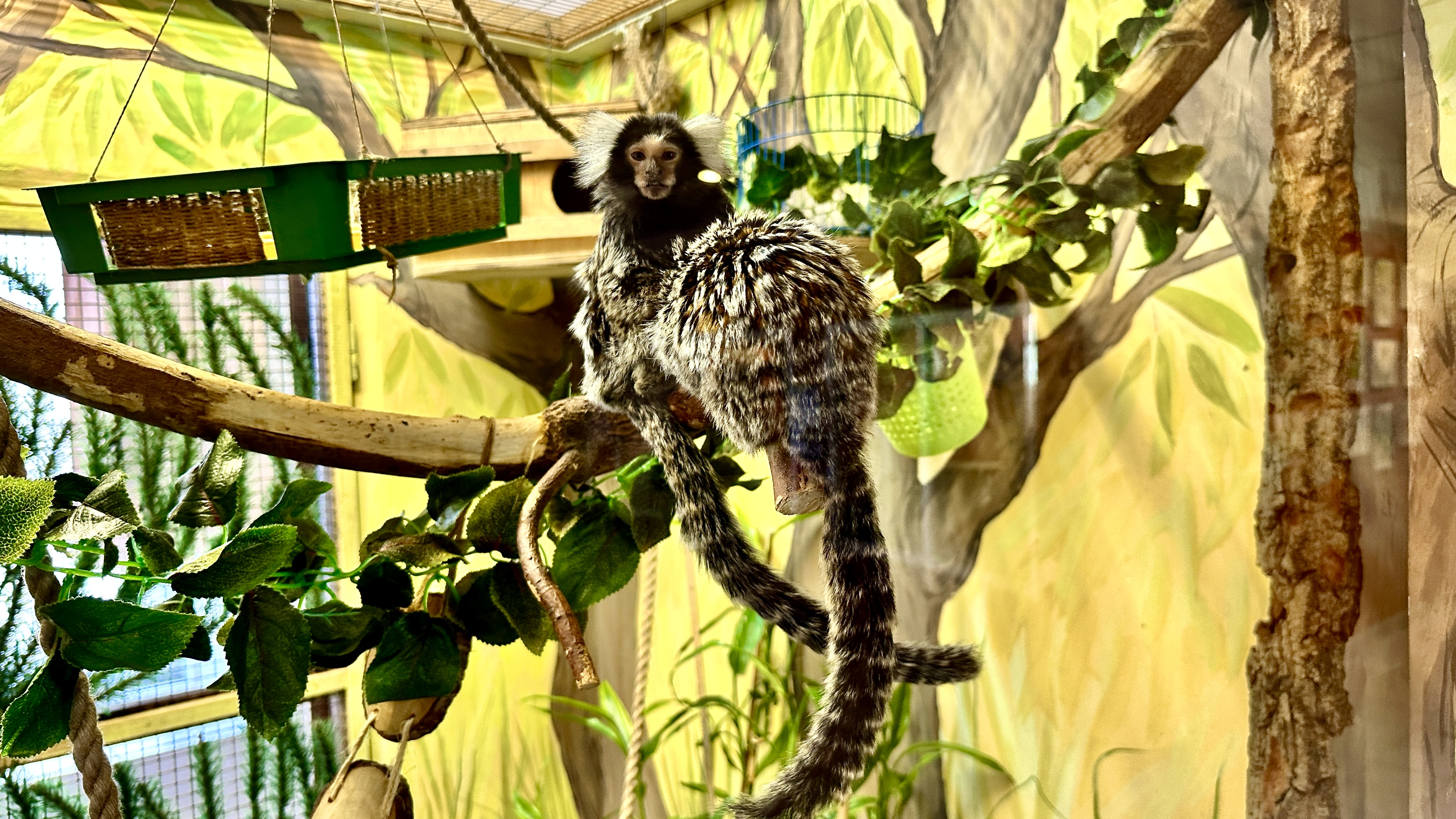
Игрунка обыкновенная
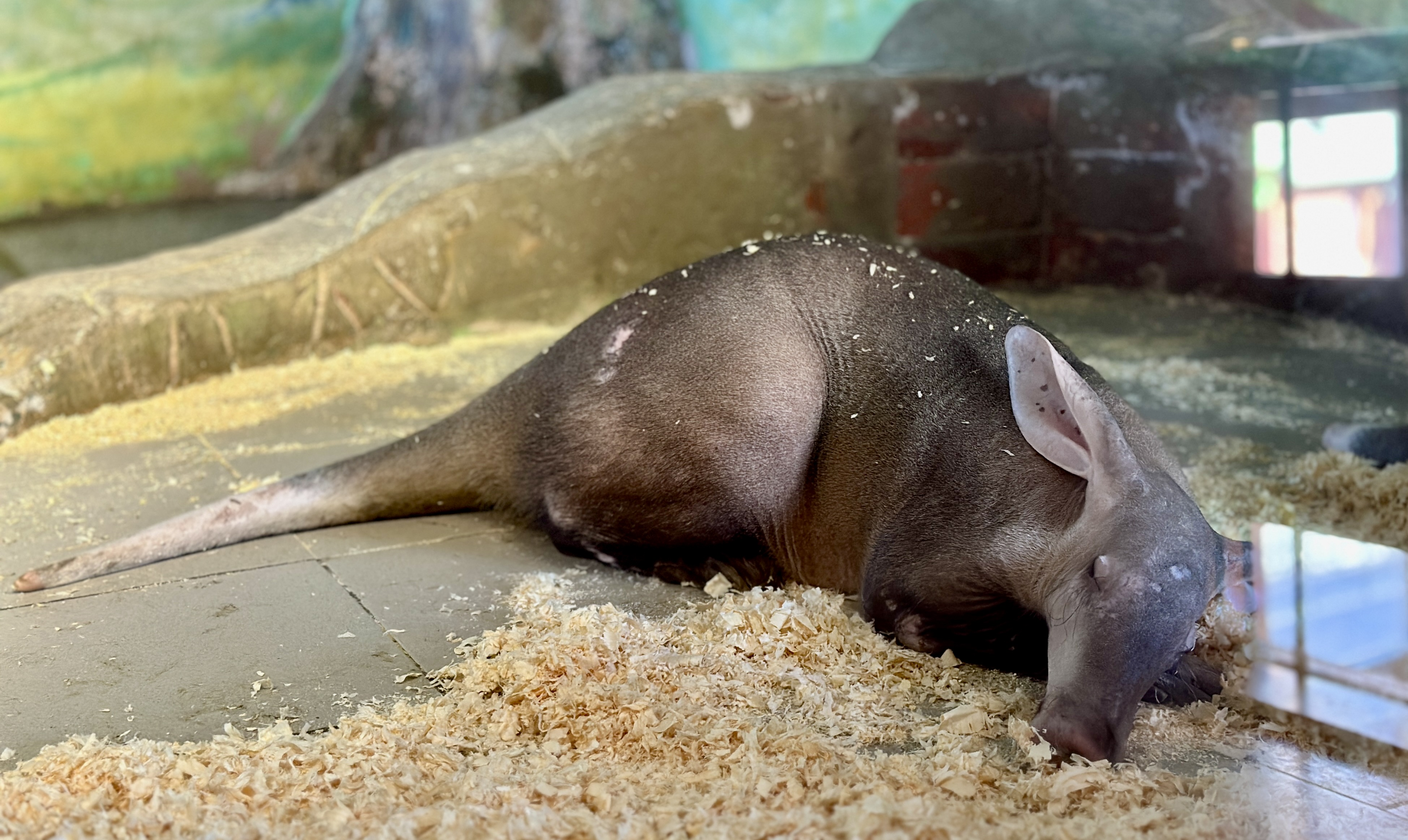
Трубкозуб
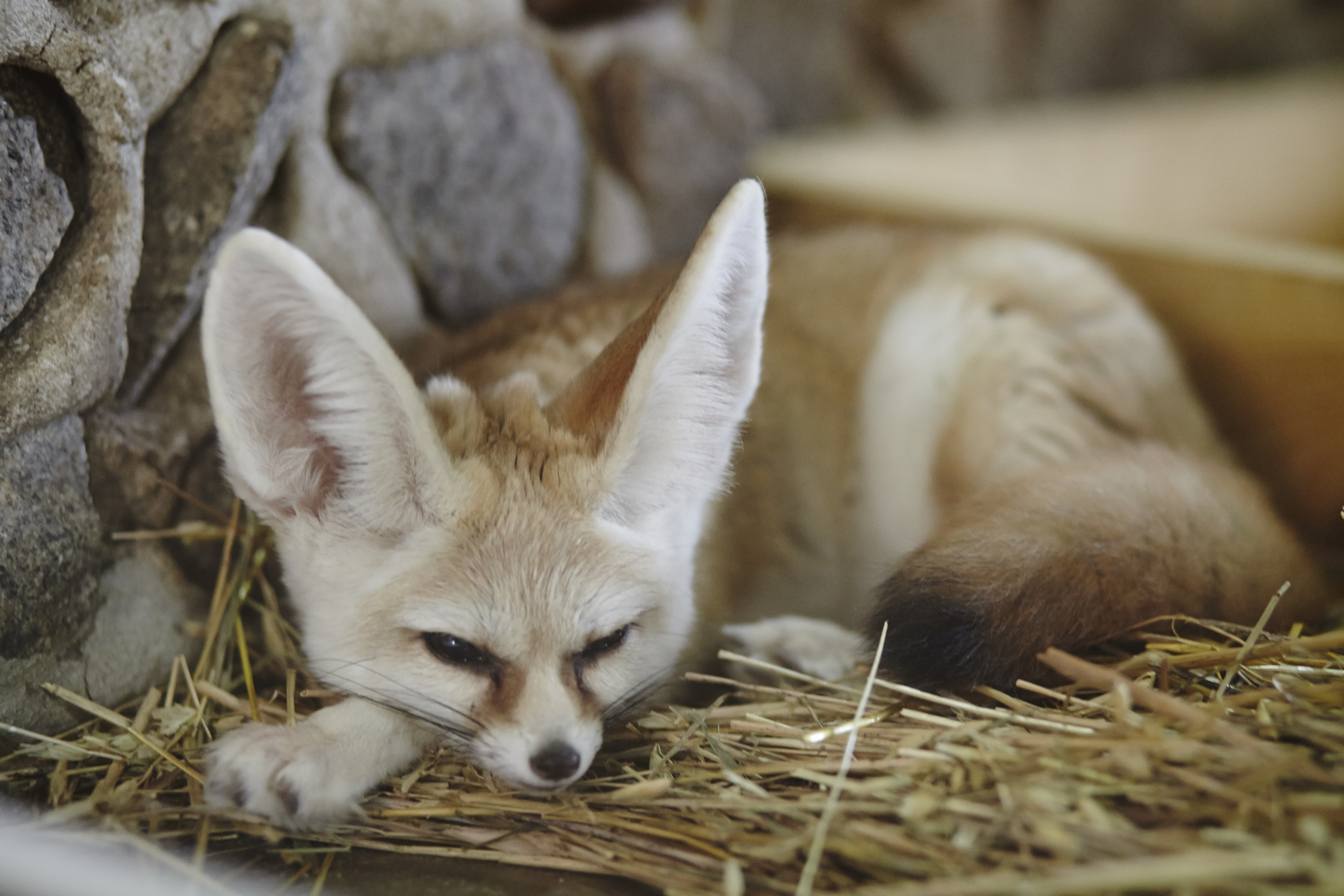
Фенек
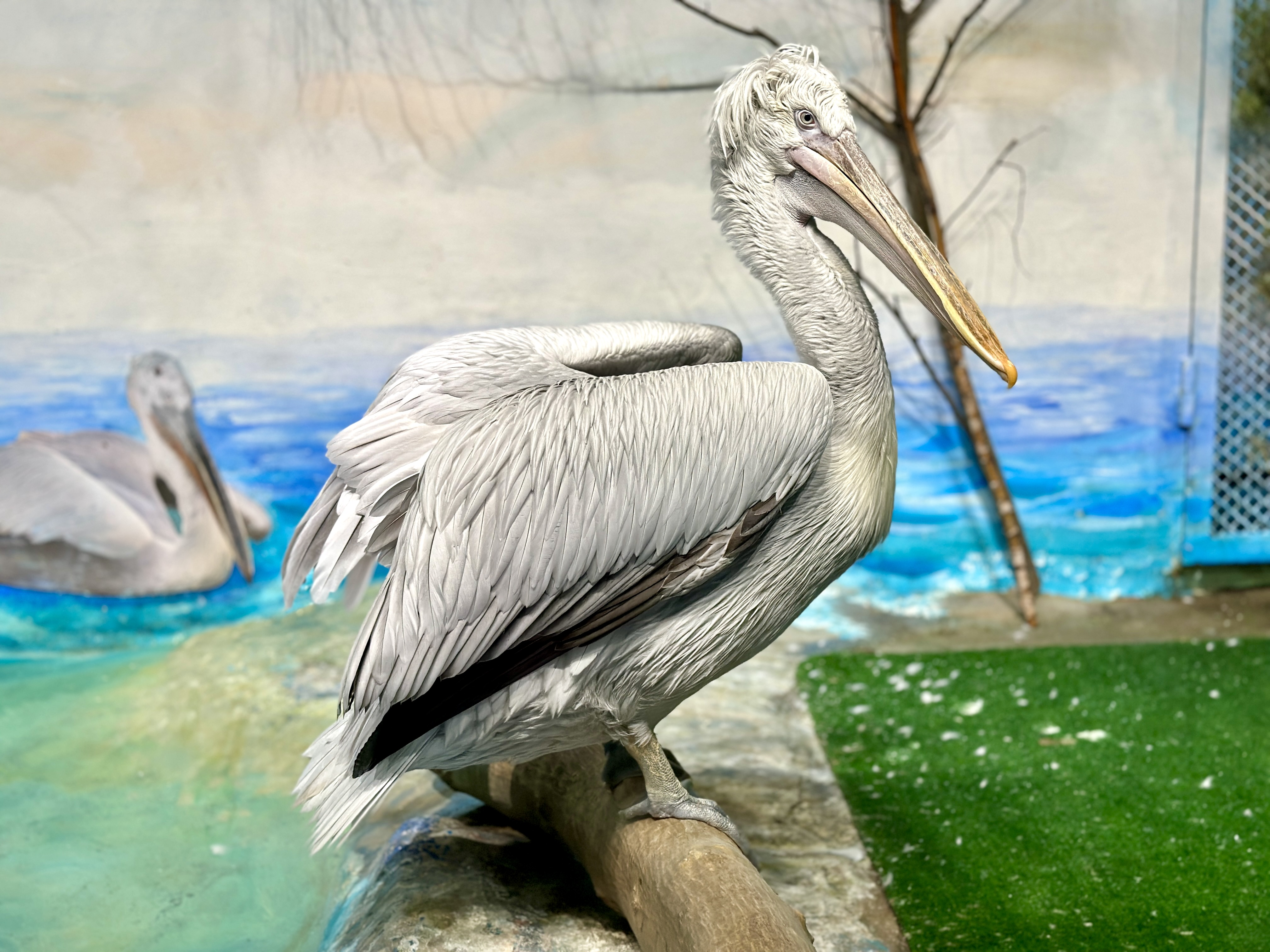
Кудрявый пеликан
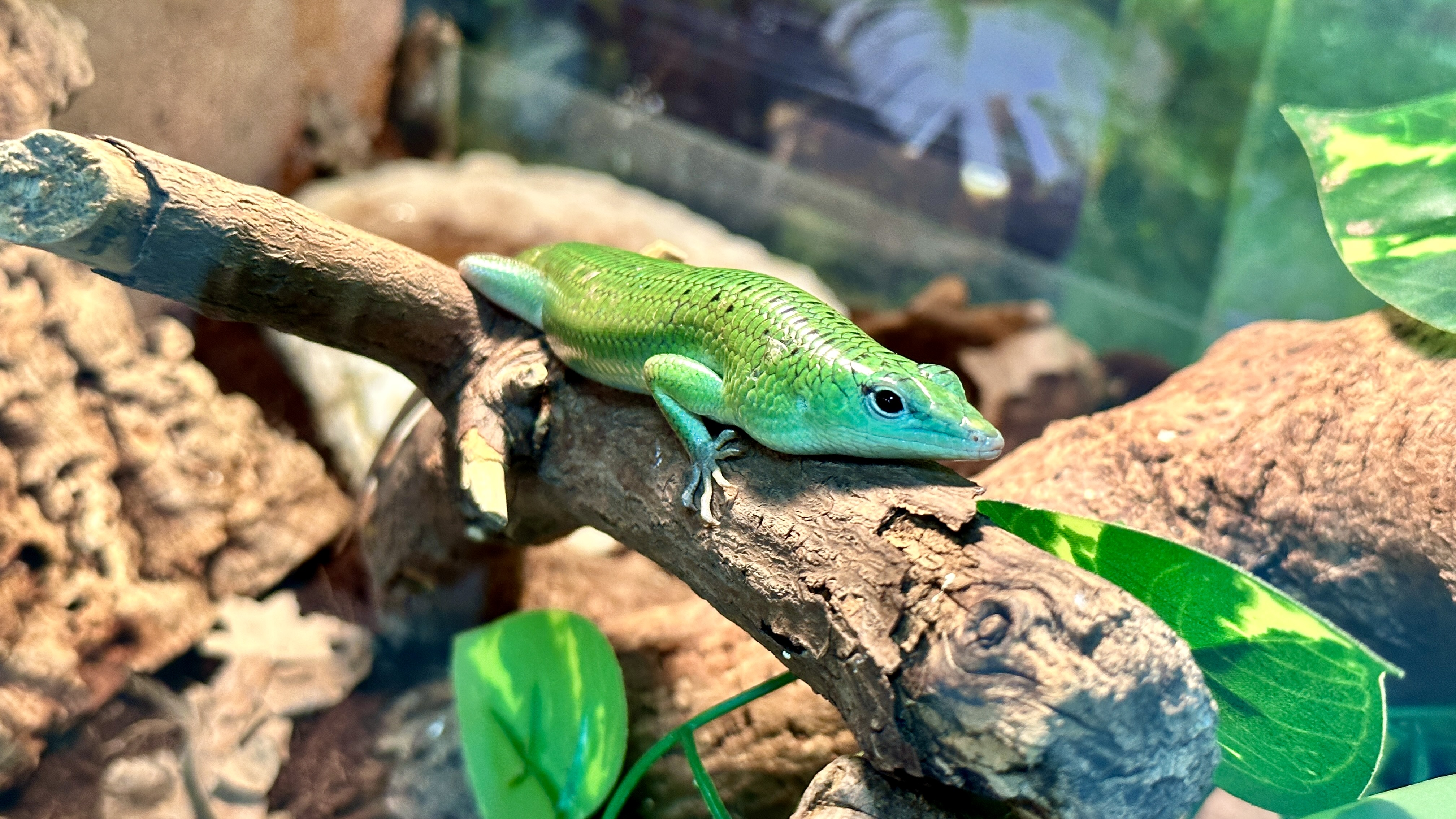
Смарагдовый сцинк
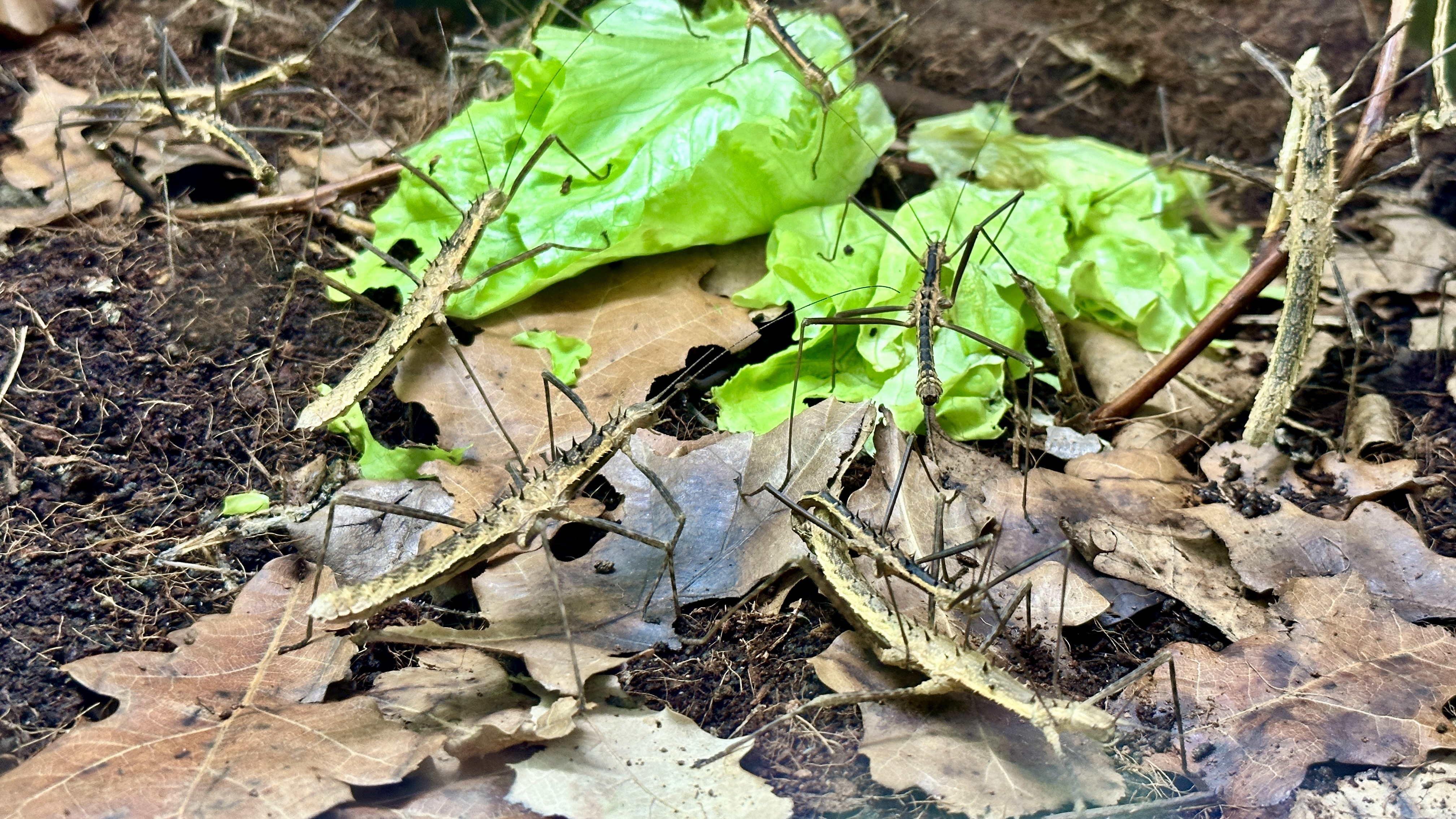
Вьетнамский колючий палочник
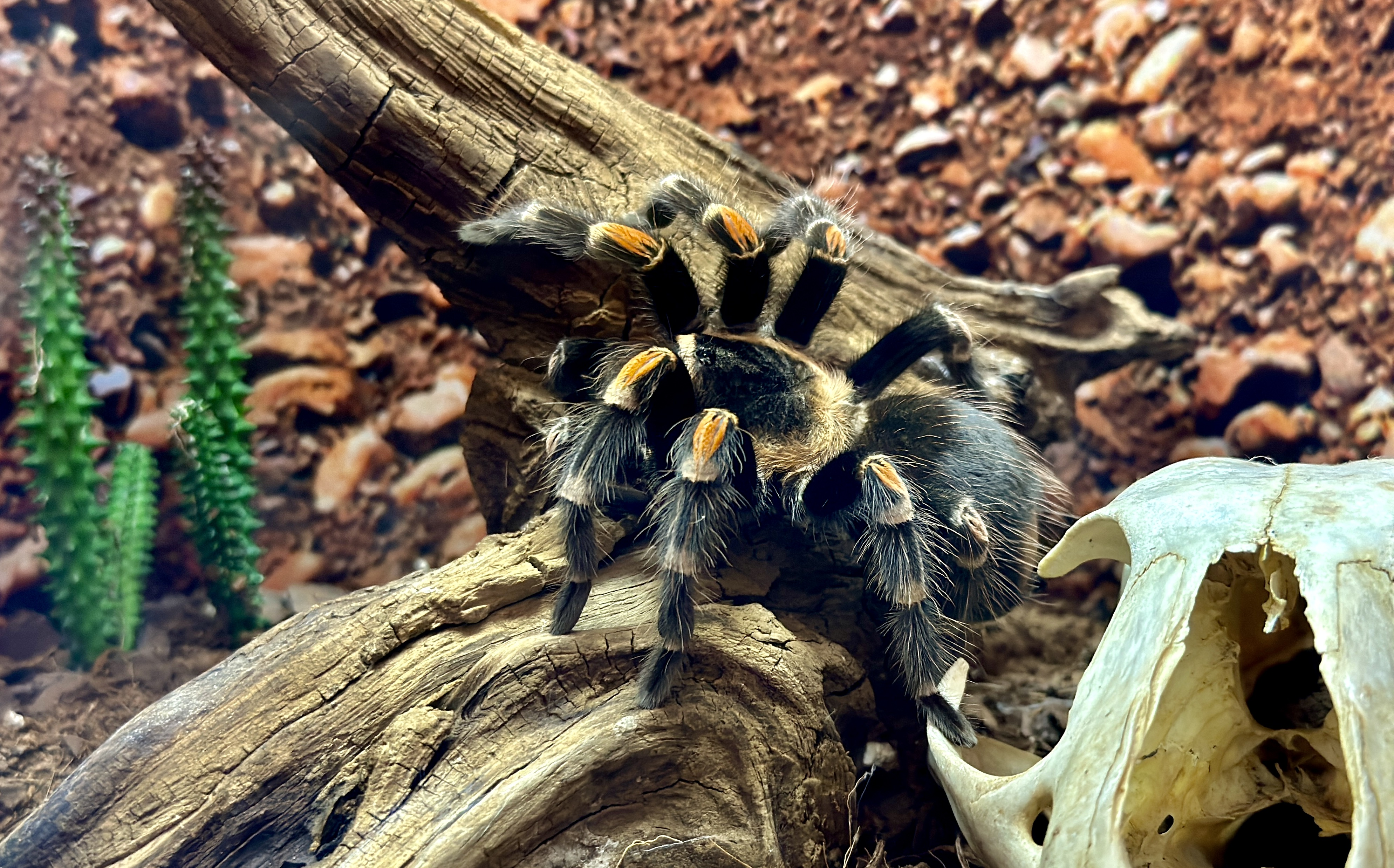
Бразильский красноколенный птицеед